# D (fleuve)
Pour les articles homonymes, voir D.
Le D est un fleuve côtier de 36 à 134 mètres de long selon les saisons et les marées, qui coule à Lincoln City dans l'Oregon, à l'ouest des États-Unis. Il prend sa source au Devils Lake (en) et se jette dans l'océan Pacifique.
Il fut proclamé « le cours d'eau le plus court au monde » par l'État de l'Oregon et inscrit à deux reprises au Livre Guinness des records. Son nom est aussi remarquablement court. 

## Le cours d'eau le plus court au monde

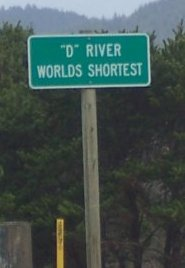
Panneau signalant le fleuve le plus court du monde

Le D prend sa source à 3 mètres d'altitude par un déversement du Devils Lake (en) vers l'océan Pacifique situé une centaine de mètres plus loin.
Après un cours dont la longueur a été mesurée entre 36 et 134 mètres selon les saisons et les marées, il se jette dans l'océan Pacifique, à l'altitude de 2 mètres environ.
Le D fut proclamé « le cours d'eau le plus court au monde » par l'État de l'Oregon, et a été inscrit au Livre Guinness des records.
Il perdit ce titre en 1989 au profit de la Roe River dans le Montana. 
Les habitants de Lincoln City soumirent une nouvelle mesure extrême de 36 mètres, lors des grandes marées, au livre Guinness des records pour récupérer leur titre. 
À partir de 2006, le Livre Guinness retira la catégorie en question.
Depuis, un autre fleuve encore plus court, la Reproua, issu d'une exsurgence karstique en Abkhazie, a été recensé.